# Habit-Reversal-Training
Das Habit Reversal Training (HRT) von Azrin und Nunn (1973) ist ein verhaltenstherapeutisches Verfahren zur Behandlung einer Vielzahl nervöser Verhaltensgewohnheiten.
Es wird angenommen, dass diese Verhaltensgewohnheiten dann zu Problemen werden, wenn sie ein Teil von Verhaltensketten sind, die teilweise unbewusst ablaufen und sozial toleriert werden. Durch die ständigen Wiederholungen werden die Verhaltensweisen aufrechterhalten.
Das HRT beinhaltet das Erlernen adäquater Selbstwahrnehmung und Unterbrechung von Verhaltensketten durch konkurrierende Verhaltensweisen, Aufbau von Veränderungsmotivation sowie Maßnahmen zur Generalisierung der Fortschritte auf den Alltag.

## Praktisches Vorgehen

### Beschreibung des Problemverhaltens
Zuerst soll der Patient eine adäquate Selbstwahrnehmung entwickeln, da der Ausführung der Verhaltensgewohnheiten in der Regel keine Beachtung geschenkt wird. Die Beobachtung des eigenen Verhaltens dient sowohl dazu, die auslösenden und aufrechterhaltenden Bedingungen bestimmen zu können, als auch den Klienten für frühe Anzeichen der Verhaltensgewohnheiten zu sensibilisieren, um Verhaltensketten möglichst frühzeitig unterbrechen zu können. Dies kann durch direkte Verhaltensbeobachtungen, systematische Protokollierung (z. B. in Form von Tagebüchern) oder auch Videoaufzeichnungen geschehen. Die Patienten sollen für gewöhnlich die Häufigkeit, die Dauer und die Rahmenbedingungen des Verhaltens aufzeichnen.

### Aufbau von Veränderungsmotivation
Im zweiten Schritt soll eine Veränderungsmotivation aufgebaut werden, da ambivalente Einstellungen oder Verschleierungsversuche des Problemverhaltens häufig auftreten. Dies geschieht vor allem durch das Durchsprechen der negativen Auswirkungen des Verhaltens und häufige Rückmeldung und Verstärkung von Fortschritten.

### Competing Response Training
Die zentrale Komponente des HRT ist das Competing Response Training (dt. Training inkompatibler Reaktionen): Hier werden schließlich Verhaltensweisen eingeübt, die mit dem Problemverhalten inkompatibel sind. Welche Verhaltensweisen das sind, hängt vom Problemverhalten und dem sozialen Kontext ab. Bei Nägelkauen wäre eine inkompatible oder konkurrierende Verhaltensweise beispielsweise das Ballen der Hände zur Faust. Manfred Döpfner (2001) beschreibt Beispiele für inkompatible Reaktionen bei verschiedenen Tics. Diese Verhaltensweisen werden erst im Therapiesetting eingeübt und sollen dann auf den Alltag übertragen werden. Fortschritte und Probleme werden in der Regel täglich besprochen, was auch telefonisch geschehen kann. Wichtig ist häufige Verstärkung des erwünschten Verhaltens, sowie der Anstrengungen und Fortschritte auf dem Weg dorthin.

### Generalisierungstraining
Anschließend sollen die Fortschritte auf viele verschiedene Situationen übertragen werden. Dies kann dadurch geschehen, dass der Therapeut dem Patienten die Situationen bewusst macht, in denen das Problemverhalten verstärkt auftritt, und der Patient die Anwendung der konkurrierenden Verhaltensweisen in der Vorstellung übt und anschließend auf die Realität überträgt.
Varianten von HRT, wie das Selbsthilfemanual Entkopplung, führten in randomisiert-kontrollierten Studien ebenfalls zu einer signifikanten Symptomreduktion bei Trichotillomanie und Nägelkauen.

## Anwendungsbereiche und Wirksamkeit
Zu den Anwendungsbereichen des HRT zählen:
- Nägelkauen
- Trichotillomanie
- Daumenlutschen
- Tics (nervöses Zucken von Schultern, Kopf usw.)
- Fingerknacken
- Stottern
- Tourette-Syndrom
- Dermatillomanie (Zwanghaftes Hautknibbeln, Skin Picking)

Bezüglich des Nägelkauens berichten Wilhelm & Margraf (1993) über die Wirksamkeit des Habit-Reversal-Trainings. Bei der Mehrzahl der Patienten stellt sich meist bereits nach einer bis zwei Sitzungen eine Verbesserung der Symptomatik ein. Kinder und Erwachsene können gleichermaßen behandelt werden, zudem wurde eine Symptomverschiebung oder das Ersetzen des Problemverhaltens durch das konkurrierende Verhalten nicht beobachtet.
Nach Woods & Miltenberger (1996) zeigte sich das HRT auch bei motorischen und sprachlichen Tics, Stottern und dem Tourette-Syndrom als effektiv.